# Écuélin
Écuélin település Franciaországban, Nord megyében. Lakosainak száma 143 fő (2022. január 1.). Écuélin Limont-Fontaine, Saint-Remy-Chaussée, Bachant és Saint-Aubin községekkel határos.

## Népesség
A település népességének változása:
| Lakosok száma | 133  | 147  | 140  | 137  | 140  | 140  | 141  | 143  |
|               | 2013 | 2015 | 2017 | 2018 | 2019 | 2020 | 2021 | 2022 |